# Марија Шнајдер
Марија Шнајдер (фр. Maria Schneider; Париз, 27. март 1952 — Париз, 3. фебруар 2011) је била француска филмска глумица. Одрасла је са мајком ромског порекла, и тек са 16 година сазнаје да је ванбрачна ћерка француског глумца Данијела Желена. На филму је од 1971. године на наговор редитеља Рожеа Вадима.
Бујних облина, али дечачког држања, несвесна своје женствености, специјализовала се за улоге нимфета. Најпознатија је по улози у контроверзном филму Последњи танго у Паризу редитеља Бернарда Бертолучија где глуми младу жену која кроз бурну везу са средовечним мушкарцем (Марлон Брандо) стиче самопоуздање постајући свесна своје женствености. Привукла је велику пажњу јавности у оно време слободним љубавним сценама, али је тако стекла и ореол секс симбола, што јој је одмогло у даљој каријери. Иако је снимила преко 50 филмова, већу пажњу публике и критичара привукла је још само улогом тајанствене незнанке у филму Професија: репортер редитеља Микеланђела Антонионија из 1975. године.
Глумила је главну женску улогу у филму Сезона мира у Паризу редитеља Предрага Голубовића, где су јој партнери били Драган Николић и Мики Манојловић. На филму је последњи пут наступила 2008. године у остварењу Клијенткиња редитељке Жозијане Баласко.

## Познати филмови
- Стара девојка (1972)
- Последњи танго у Паризу (1972)
- Професија: репортер (1979)
- Сезона мира у Паризу (1981)
- Џејн Ејр (1996)